# Ecurie Bleue
Ecurie Bleue var ett privat amerikanskt racing-stall som startades 1937 av racerföraren Laury Schell och hans hustru Lucy O’Reilly. 

## Historik
Ecurie Bleue fungerade närmast som den franska biltillverkaren Delahayes fabriksstall i slutet av 1930-talet och tävlade inom Grand Prix racing och sportvagnsracing. Efter andra världskriget drevs stallet vidare av sonen Harry Schell som tävlade med formelbilar i Europa.

## F1-säsonger
| Säsong | Tävlingsnamn | Bil              | Motor                  | Poäng | Förare 1     | Förare 2     |
| ------ | ------------ | ---------------- | ---------------------- | ----- | ------------ | ------------ |
| 1950   | Ecurie Bleue | Talbot-Lago T26C | Talbot-Lago 4.5 L6     | 0     | Harry Schell | Louis Rosier |
| 1959   | Ecurie Bleue | Cooper T51       | Coventry Climax 2.2 L4 | 0     | Harry Schell |              |
| 1960   | Ecurie Bleue | Cooper T51       | Coventry Climax 2.5 L4 | 0     | Harry Schell |              |